# Осінлокун
Осінлокун (Ошинлокун, Ешілокун) (д/н — 1829) — 8-й оба (правитель) Лагосу в 1821—1829 роках (за іншою хронологією — 1780—1819).

## Життєпис
Син оби Кутере. відомостей про нього обмаль. Мав підтримку мусульманського населення Лагосу. Скористався зменшенням популярності брата Аделе Аджосуна за те, що його діти брати участь у поганському святі Егунгун.
Під час відсутності брата захопив трон. Аделе мусив перебратися до міста бадагрі. Також завдяки дипломатії Осінлокун зумів відвернути напад британського флоту. Панував 8 (або 39 років). зумів, незважаючи на заходи Великої Британії у боротьбі з работоргівлею зберегти на колишньому рівні товарообіг рабами, сіллю та іншим крамом. Йому спадкував син Ідеву Оджуларі.